# Gillis Waldenström
Sven Gillis Waldemar Waldenström, född 5 oktober 1909 i Malmö Karoli församling i dåvarande Malmöhus län, död 23 december 1999 i Visby domkyrkoförsamling i Gotlands län, var en svensk bankdirektör.
Gillis Waldenström var son till direktören Valdemar Waldenström och Gertrud Sandelin samt bror till Nils Waldenström. Efter studentexamen i Stockholm 1927 och akademiska studier blev han filosofie kandidat 1930. Han blev tjänsteman vid Sveriges riksbank 1929. Därefter var han kamrer vid lantbruksnämnden i Gotlands län från 1948 och ekonomichef vid Rederi AB Gotland från 1950. År 1956 återvände han till bankvärlden då han blev bankdirektör vid Sveriges Kreditbank. Han var styrelseledamot i AB Visby stadshotell från 1954 och konsul för Tyska Förbundsrepubliken från 1963.
Gillis Waldenström gifte sig 1934 med Maj Lindberg, född 1909 och död 1987, dotter till domverkställaren Gustav Adolf Lindberg och Victoria Landbergsson. De fick barnen Hans, Helena och Måns. Han är också farfar till nationalekonomen Daniel Waldenström. Makarna Waldenström är begravda vid svärföräldrarna i familjegrav på Norra begravningsplatsen utanför Stockholm.